# Масатлан (стадион)
«Масатла́н» (исп. Estadio de Mazatlán) — футбольный стадион в одноимённом городе штата Синалоа (Мексика). Стадион был построен в 2017—2020 годах специально для новой профессиональной футбольной команды в городе, которой стал образованный 2 июня 2020 года ФК «Масатлан». Вмещает 25 тысяч зрителей.

## История
В 2017 году правительство штата Синалоа приняло решение построить новый футбольный стадион в городе Масатлане. Главная цель этого проекта заключалась в том, чтобы в Масатлане играла профессиональная футбольная команда. В первой половине 2020 года работы по завершению строительства стадиона были ускорены, поскольку до 30 июня, то есть до начала сезона 2020/21, нужно было определиться с созданием профессиональной команды. Общая стоимость строительства стадиона, получившего имя города, оценивается в 652 млн песо.
2 июня 2020 года Лига MX объявила о том, что франшиза «Монаркас Морелии» была продана профессиональному клубу в Масатлане. В тот же день на базе бывшей «Монаркас Морелии» был образован футбольный клуб «Масатлан», занявший место «Морелии» в Примере Мексики.
28 июля 2020 года на новом стадионе впервые состоялся матч чемпионата Мексики Защитники 2020 (такое название, Torneo Guard1anes 2020, получила Апертура 2020 в честь медиков, боровшихся за жизни людей во время пандемии). Первая игра сложилась для «Масатлана» неудачно — команда крупно уступила «Пуэбле». Автором первого гола на новом стадионе стал нападающий гостей Сантьяго Орменьо. Ещё до конца первого тайма Сесар Уэрта сумел сравнять счёт, став, таким образом, автором первого гола в истории футбольного клуба «Масатлан». Во втором тайме «Пуэбла» забила ещё три гола и выиграла со счётом 4:1.
В маркетинговых целях футбольный клуб «Масатлан» будет называть стадион «Эль Кракен» — в честь легендарного мифического морского чудовища гигантских размеров, известного по описаниям исландских моряков.